# Hôtel de Toulouse
L'hôtel de Toulouse, précédemment hôtel de La Vrillière, est un ancien hôtel particulier situé aux Nos 1 à 3, rue La Vrillière, dans le 1er arrondissement de Paris, en région Île-de-France.
Construit par l’architecte François Mansart, pour Louis Ier Phélypeaux, seigneur de La Vrillière, il passe successivement à la famille Raullin-Rouillé, en 1705, puis, à partir de 1713, au comte de Toulouse et à sa descendance (famille de Bourbon-Penthièvre), qui le fait réaménager par l’architecte Robert de Cotte.
Saisi à la Révolution, il est acquis par la Banque de France, en 1808, et en devient le siège deux ans plus tard.

## Situation
L’hôtel est situé à proximité immédiate de la place des Victoires. Il forme, avec ses annexes, un vaste quadrilatère, entouré des rues La Vrillière, Croix-des-Petits-Champs, du Colonel-Driant, de Valois et Radziwill. Il possède également une entrée au no 39, rue Croix-des-Petits-Champs.

## Histoire

### L'hôtel de La Vrillière

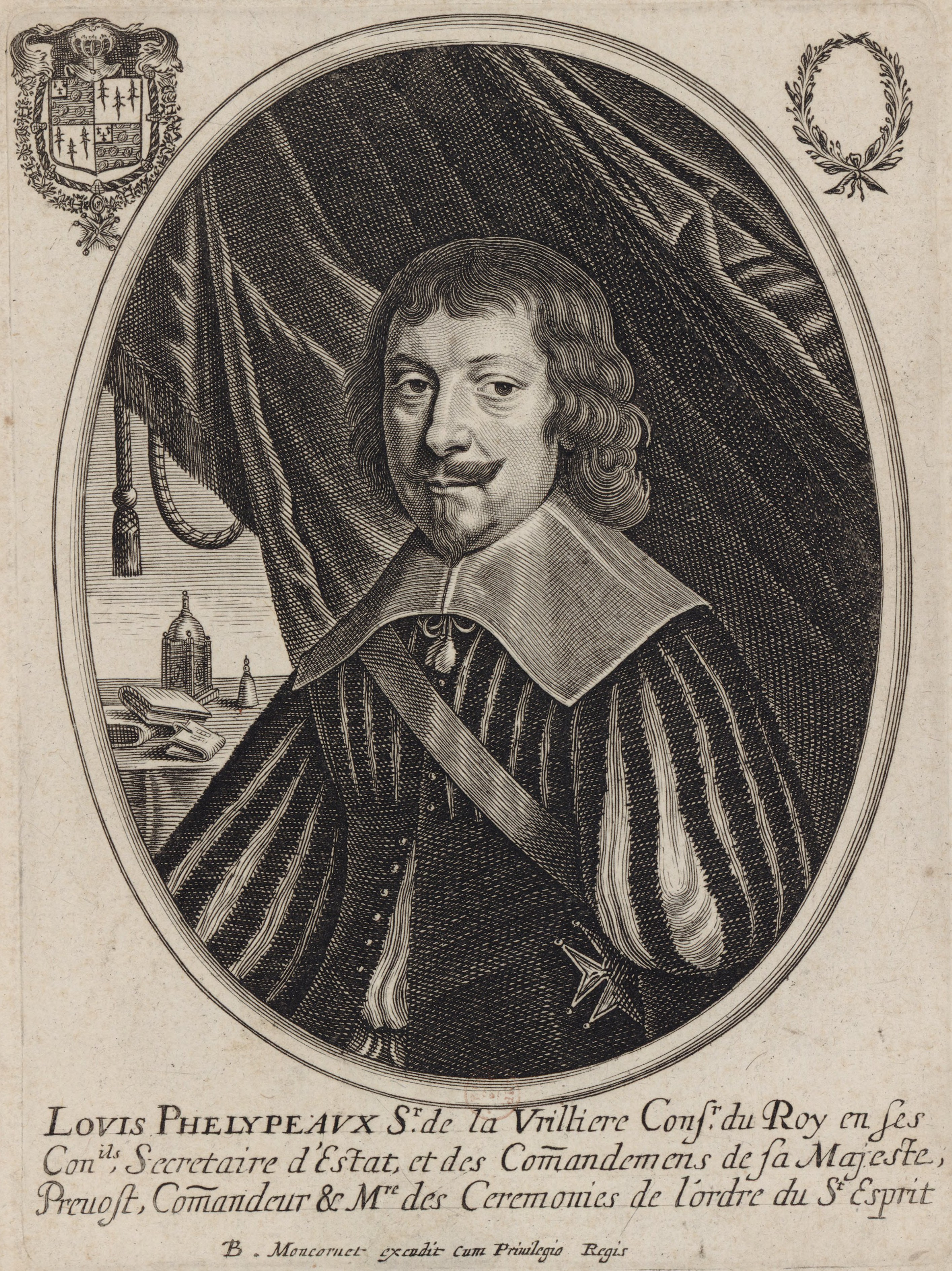
Le seigneur de La Vrillière.

Dans le sillage du cardinal de Richelieu, qui se fait construire, non loin, son palais-Cardinal, Louis Ier Phélypeaux, seigneur de La Vrillière, acquiert du roi Louis XIII, la charge de secrétaire d'État en 1629.
À partir de 1635, il acquiert une parcelle libérée par la démolition de l’enceinte de Charles V, puis commande, à l’architecte François Mansart, la construction d’un hôtel, à la suite de son mariage avec Marie Particelli, fille de Michel Particelli d’Émery, Surintendant des Finances, lui apportant une dot considérable, de 336 000 livres, qui finance alors en grande partie la construction du bâtiment.
Dès la fin des travaux de gros-œuvre, en 1638, le seigneur de La Vrillière n’arrive cependant pas à contenir sa riche collection d’œuvres d’Art, et demande à François Mansart, l’agrandissement de l’hôtel par une aile en retour sur le jardin, comprenant, au rez-de-chaussée une orangerie et au premier étage, une vaste galerie de 40m. Achevée en 1640, la décoration de cette dernière est amorcée par la toile « L’Enlèvement d’Hélène » (1634) de Guido Reni. Les neuf autres toiles sont alors commandées à certains des plus grands artistes de l’époque comme Le Guerchin, Nicolas Poussin, Alessandro Turchi, Pierre de Cortone, Carlo Maratta.
De 1646 à 1649, il commande également la réalisation de la voûte peinte « a fresco » par François Perrier, qui est sa dernière grande œuvre d’importance, en effet, le maître s’éteint subitement, deux jours après la fin des travaux, le 2 novembre 1649.
En 1650, les travaux de l’hôtel sont terminés, Louis Phélypeaux commande cependant un agrandissement de l’aile droite, à l’architecte Louis Le Vau, comprenant, au rez-de-chaussée, une salle des bains, et au premier étage, une vaste chambre dite « à l’italienne ».
La Vrillière hérite par la suite de l’immense fortune des Particelli, à la suite des disparitions successives de son beau-père, en 1650, de son beau-frère, en 1668, de son épouse, en 1670, et de sa belle-mère, en 1678.
Le 5 mai 1681, le seigneur de La Vrillière décède alors qu’il est en cure à Bourbonne. Dans son inventaire après décès, il est fait état d’une collection de près de 230 tableaux, sculptures issues d’antiques, ainsi que d’une riche bibliothèque, tous disposés dans une vingtaine de pièces.
Son fils aîné, Louis II Phélypeaux, hérite de l’ensemble de ses biens et charges, et continue à résider à l’hôtel par intermittence.
En 1705, à la suite de nombreux revers financiers, le marquis de La Vrillière est obligé de se séparer de la propriété et de son mobilier, qu’il vend au contrôleur général des postes, Louis-Roslin Rouillé, seigneur de Jouy-en-Josas. Ce dernier s’éteint dans l’hôtel, le 23 août 1712, et sa veuve, Marie-Angélique d’Aquin, n’a alors d’autre choix que de se séparer de la vaste bâtisse.

### L'hôtel de Toulouse

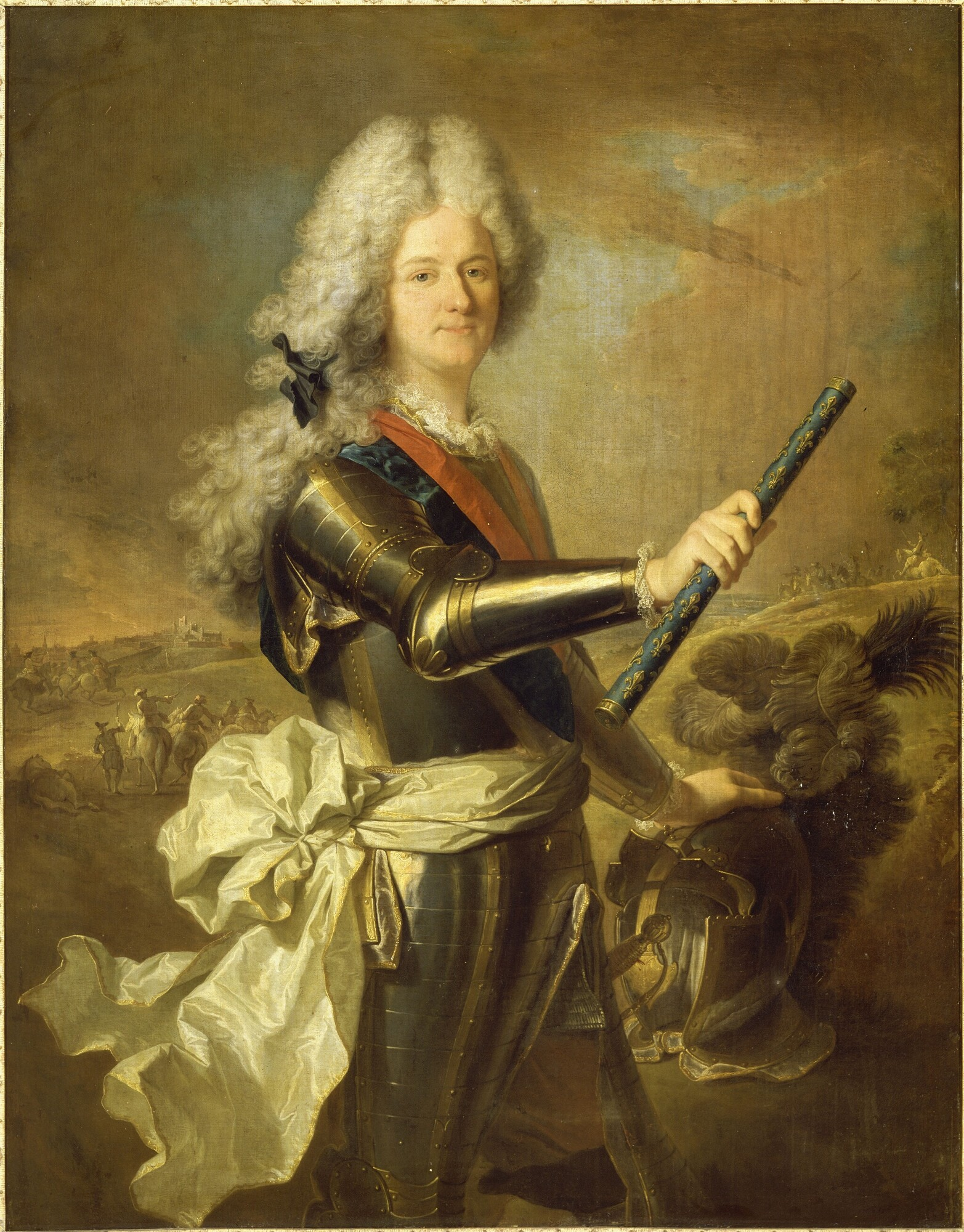
Le duc de Penthièvre par Hyacinthe Rigaud.

L’hôtel est acquis le 8 janvier 1713, par Louis-Alexandre de Bourbon, duc de Penthièvre et comte de Toulouse, dernier fils légitimé du roi Louis XIV et de sa maîtresse Madame de Montespan.
Dès l’été 1713, le duc commande à son architecte Robert de Cotte, la réfection d’une grande partie des aménagements existant dans l’hôtel, mais surtout, le redécoration de la Galerie, qui doit alors mettre en avant la position sociale du duc, au travers de décors portant ses armes.
Malheureusement, le roi Louis XIV s’éteint en 1715, et comme ce dernier le lui avait prédit par ces quelques mots :
« pour grand que je vous fasse de mon vivant, après ma mort vous ne serez plus rien. ».
En effet le roi, par un édit, avait protégé ses enfants légitimés, cependant cet édit est cassé par le Parlement de Paris en 1718, et le duc est alors déchu de son titre de prince du sang, mais garde néanmoins ses charges à la cour et sa fortune. En ce qui concerne son hôtel, il est cependant obligé de revoir ses plans au sujet de la décoration de sa Galerie et opte alors pour des miroirs encastrés dans des boiseries rocaille, exemptes de toutes allusions à la couronne. Ces boiseries sont l’œuvre des sculpteurs François-Antoine Vassé et Mathieu Le Goupil.
La voûte est légèrement modifiée par les peintres François-Albert Stiémart et Pierre-Josse Joseph Perrot afin de s’harmoniser davantage aux boiseries, en particulier, les encadrements des quatre quadri riportati, qui sont remaniés dans le style Régence. Quatre proues de navires, inspirées de celle sculptée par Vassé pour la figure de proue de la cheminée et du plafond de l’escalier des Ambassadeurs au château de Versailles sont peintes à la place de médaillons antiques. Des trophées de chasse ainsi que des Amours juchés sur des lions, inspirés des Amours aux sphinx de Versailles, sont aussi ajoutés.
Le 2 février 1723, le duc épouse Marie-Victoire de Noailles, qui lui donne son fils unique, Louis-Jean-Marie de Bourbon. Le couple ne vit que très peu dans l’hôtel, préférant sa propriété du château de Rambouillet, où le duc s’éteint, le 1er décembre 1737. Après la mort de ce dernier, la duchesse et son fils reviennent y résider de manière plus permanente, se réservant le domaine de Rambouillet pour leur retraite estivale.

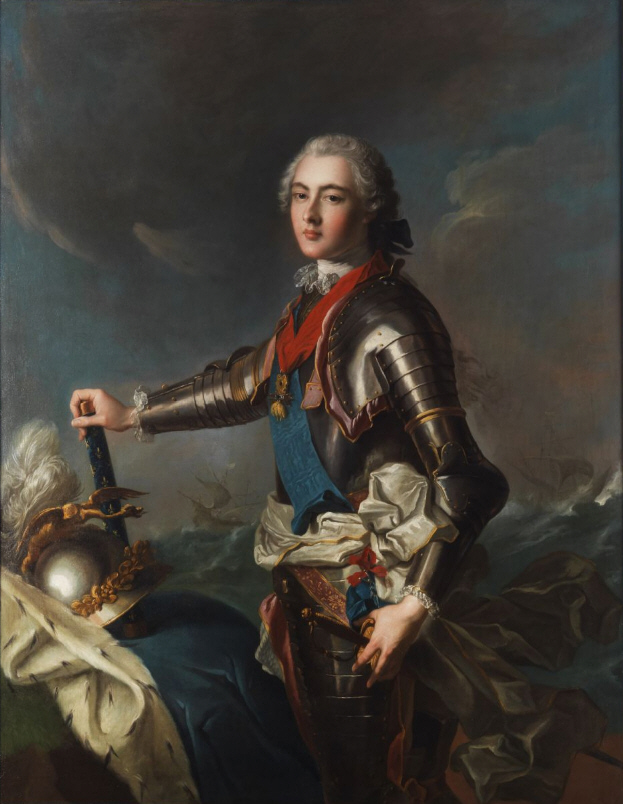
Le duc de Penthièvre par Jean-Marc Nattier.

Fin stratège, la duchesse conserve une solide alliance avec le jeune roi Louis XV, en protégeant notamment ses amours adultérines, si bien que le roi maintient le fils de cette dernière dans les charges qu’occupait son défunt mari. Toujours sur les conseils de sa mère, le duc de Penthièvre, épouse, le 29 décembre 1744, en présence du roi à Versailles, Marie-Thérèse-Félicité d’Este-Modène. Très pieux, le couple est heureux, cependant, usée par des maternités successives, la duchesse s’éteint après seulement dix ans de mariage, le duc, fidèle, ne se remaria pas. Deux des sept enfants, du couple arrivent à l’âge adulte, Louis-Alexandre et Marie-Adélaïde.
Le 30 septembre 1766, la duchesse douairière s’éteint à son tour à l’hôtel, le duc est dévasté, mais retrouve un semblant de joie, dès l’année suivante, où il marie son fils, le prince de Lamballe, célèbre débauché, à Marie-Thérèse-Louise de Savoie-Carignan plus connue comme Madame de Lamballe, intime de la reine Marie-Antoinette. Le mariage est célébré dans la ville de Nangis et le grand repas de noce à alors lieu sous les ors de la Galerie dorée.

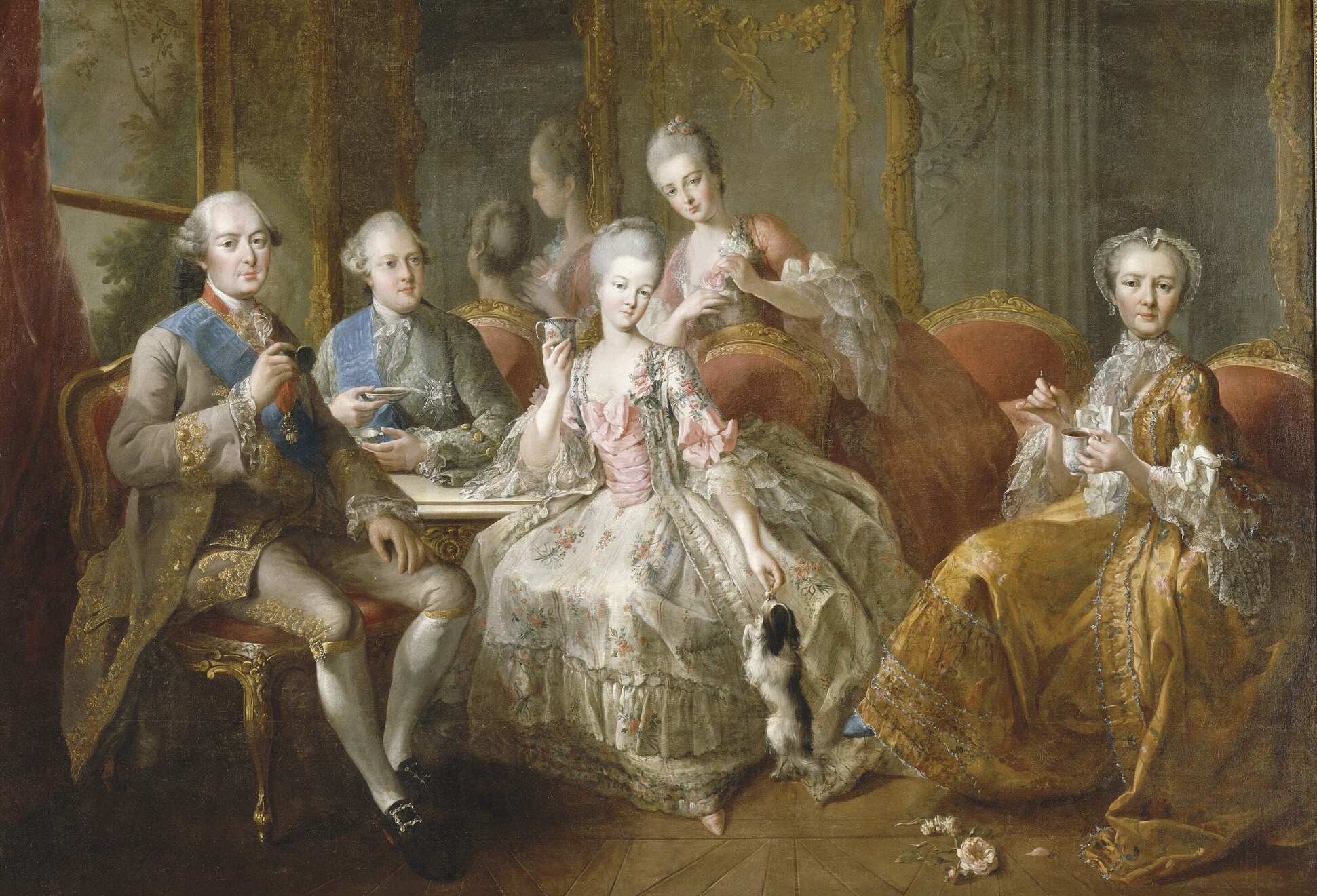
La famille du duc de Penthièvre dit à la tasse de chocolat par Jean-Baptiste Charpentier le Vieux.

Cependant le mariage est loin d’être heureux, union d’une femme douce, sensible et vertueuse et d’un homme fantasque et débauché. Le prince s’éteint malheureusement quelques mois plus tard, des suites d’une maladie vénérienne dont il n’a pas manqué d’affecter son épouse, qui dès lors, porte des cicatrices et un visage quelque peu grêlé. Veuve et sans enfants, la princesse trouve refuge auprès de son beau-père, dont elle restera proche jusqu’à la fin.
Entre 1771 et 1775, la princesse de Lamballe est une fidèle amie de la reine Marie-Antoinette, mais délaissée par cette dernière au profit de Gabrielle de Polignac, elle reprend par la suite ses activités charitables en compagnie de son beau-père jusqu’à la Révolution.
Le 3 septembre 1792, lors des massacres de Septembre, la princesse de Lamballe est sommairement exécutée, et après cet événement qui le marque profondément, le duc, vieillissant et nostalgique se retire de Paris et meurt paisiblement en son château de Bizy, le 4 mars 1793.
Seule survivante et héritière du duc, la propriété échoit théoriquement à Marie-Adélaïde de Bourbon, duchesse d’Orléans, sa fille et épouse du célèbre Philippe Égalité. Cependant, inhabité, l’hôtel est confisqué, dès 1793, et dépouillé de ses richesses artistiques, dont la plupart des peintures sont envoyées au nouveau musée du Louvre.
Des scellés sont apposés sur l'hôtel et, de 1795 à 1808, il abrite pour un temps l'Imprimerie nationale, la Galerie dorée servant alors de magasin à papier, lui évitant alors d’être modifiée, voire détruite. La propriété de l’hôtel ne sera jamais rendue à la duchesse d’Orléans, qui pourtant survécut à la Révolution.

### La Banque de France

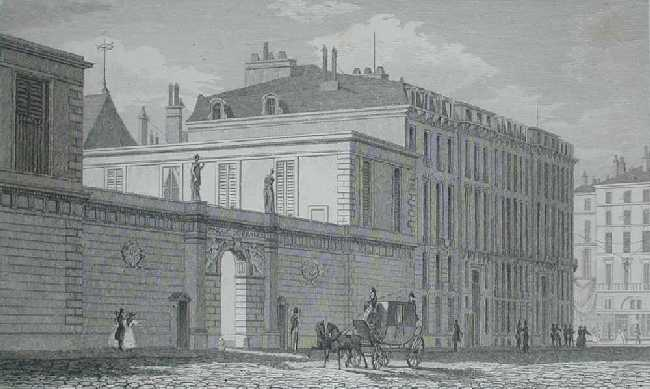
L'entrée de la cour d'honneur donnant sur la rue La Vrillière, gravure de Mary Byrne, 1829.

En 1808, l’hôtel est à l’abandon et en très mauvais état. Il est acheté par la Banque de France qui y fait procéder, dès l’année suivante, à de grands travaux de rénovation et d’agrandissement, sous la houlette de l’architecte François-Jacques Delannoy. Elle quitte ensuite son premier siège situé dans l'hôtel de Massiac qu'elle occupait depuis 1800, pour s'installer dans l'hôtel de Toulouse en 1811.
En 1813, dans la Galerie dorée, en lieu et place de la cheminée, est installée une statue en pied de l’empereur Napoléon Ier, exécutée par le sculpteur Henri-Joseph Rutxhiel. Cette dernière y reste jusqu’en 1836, où elle est transférée au château de Versailles.
Louis Charles Thibon, premier sous gouverneur, y demeure avec sa famille jusqu'en 1833.
En 1863, l’impératrice Eugénie visite l’hôtel et sa galerie, qui sont alors dans un état de dégradation alarmant, cette dernière ne peut alors voir qu’une voûte très dégradée et des boiseries exemptes de leurs toiles, remplacées par des tentures de velours vert. Elle insiste alors pour que les dix toiles originales reviennent à leur place, cependant comme le prévoit la loi, tout ce qui entre dans un musée ne peut théoriquement en sortir, et en ce sens, la banque de France est alors obligée de commander des copies à ses frais.

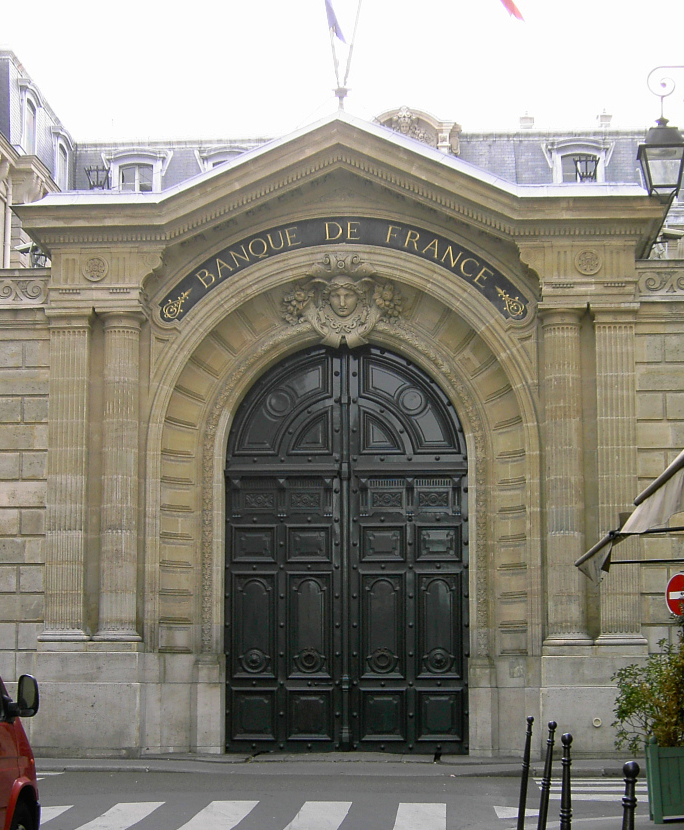
Le portail monumental de la cour d'honneur, 1 rue La Vrillière, reconstruit en 1865 et 1870.

Consciente de l’intérêt historique des lieux, l’impératrice est la principale instigatrice des travaux de réhabilitation de l’hôtel qui s’étalent de 1865 à 1870. Les fondations, sur pilotis, de l’ensemble de l’hôtel sont alors en péril à la suite des fortes sécheresses du milieu du XIXe siècle. L’architecte Charles-Auguste Questel est alors appelé afin de diriger les travaux de réhabilitation de l’ensemble de l’édifice. L’hôtel en sort profondément dénaturé, il est surélevé d’un étage, la hauteur des toits est harmonisée, l’ensemble de toutes les façades est modifié, le portail monumental sur la rue La Vrillière est détruit puis reconstruit dans un style plus sobre et une partie des anciens communs est détruite, puis reconstruite, afin de contenir les différents services de la banque. Le jardin est alors excavé de quelques mètres afin de permettre la consolidation des fondations. L'aile où se trouve la Galerie dorée, en trop mauvais état, est entièrement rasée puis reconstruite à l'identique, les boiseries ayant été soigneusement déposées.
La Galerie dorée, jadis peinte par Perrier, est beaucoup trop endommagée pour être conservée et celle-ci, peinte à fresque est entièrement détruite puis remplacée par une copie marouflée, exécutée par les frères Paul et Raymond Balze, ainsi que Alexandre Denuelle, tous trois issus de l’atelier de Jean-Auguste-Dominique Ingres. De nouveaux bâtiments sont également construits sur la rue Croix-Des-Petits-Champs, recouvrant alors la rue Baillif, qui est alors détournée.
Au sortir de la Première Guerre mondiale, la banque de France fait agrandir l’hôtel de 1924 à 1927, par l’architecte Alphonse Defrasse, par un vaste bâtiment, détruisant tout un pâté de maisons, dont l’hôtel de la Chancellerie d’Orléans, pourtant protégé aux monuments historiques. Ce nouveau bâtiment recouvre la célèbre Souterraine, œuvre du même architecte. La rue Baillif est alors définitivement supprimée et la rue du Colonel-Driant est ouverte plus au sud.
En 2015, une ultime campagne de travaux est menée sur la Galerie dorée, dont les boiseries retrouvent leur fond blanc d’origine et sont redorées. La cheminée retrouve également ses bras de lumière en bronze, fondus à la Révolution.

## Description
En 1726, une description des lieux est réalisée par Claude-Marin Saugrain et Claude Du Molinet :

« L'Hôtel de Toulouse , près la Place des Victoires.  C'étoit autrefois l'Hôtel de LaVrillière, parce qu'il fut bâti par le Sécretaire d'Etat de ce nom , mais depuis 1713 , on l'appelloit l'Hôtel de Toulouse, parce que l'Amiral de France, Louis-Alexandre de Bourbon , Comte de Toulouse , l'acheta du sieur Rouillé, Maître des Requêtes.  Ce Prince ayant voulu se faire un logement digne de sa magnificence, a lait changer en quelques endroits la disposition de l'édifice, sons la conduite de M. Decotte: ce changement, joint aux embellissemens qu'il y a ajoutez, donnent à cet Hôtel un grand degré de- perfection.  La porte d'entrée , sur l'entablement de laquelle posent deux figures faites par François Périer, qui font Mars &c Minerve, passe pour le chef-d'œuvre de François Mansard; elle est d'ordre Dorique, ainsi que l'architecture des trois corps de logis: les deux aîles du bâtiment ont chacune une galerie ou portique au rez de chaussée de la cour, la face du milieu présente un corps avancé d'architecture, au fronton duquel les armes du Comte de Toulouse sont sculptées.  Le grand escalier est placé dans l'intérieur de l'aîle gauche, après un vestibule dorique, qui donne d'abord une grande vue de ce que l'on va voir.  Le pallier de cet escalier, dont la clarté est une des perfections qu'on y remarque, conduit dans une salle ou première antichambre, ornée de belles tapisseries des Goblins de trois tableaux: celui de la cheminée est une copie de David , du Guide , dont l'original qui est semblable à celui du sallon des Muses au Luxembourg , doit être placé dans la Galerie de cet Hôtel ; les dessus des portes font des jeux d'enfans ; Salomon qui sacrifie aux Idoles.  La seconde antichambre qui fuit celle-ci, est à présent tendue" d'une tapisserie de velours cramoisi , fur lequel font en grosse broderie d'argent des colonnes torses qui symétrisent avec l'architecture de cette chambre -, & fur les trois portes font représentez une Vierge, avec l'enfant Jésus , & S. Jean; Moïse à qui les filles de Jetro donnent à boire ; & une Charité Romaine.  Ensuite, Ton entre dans la grande chambre , meublée d'un riche lit de parade en broderie d'or fur un velours cramoisi; & de plusieurs tableaux de prix, dont les plus remarquables font la mort d'Adonis » Judith présentée Holoferne , la mort de Procris, & quelques autres.  Le grand cabinet fuit cette píéce', & c'est dans ce lieu oú Ton peut remarquer tout "ce que le bon goût, le travail & la richesse ont de plus parfait , on ne fauroit trouver une piéce plus ingénieusement éclairée, ni mieux percée que celle-ci « elle est le centre de tous les appartemens de cet étage: elle en est aussi jusqu'à présent tendue le plus superbe : les tapistèries sont cette riche tenture de soye rehaussée d'or & d'argent qui fut faite aux Goblins pour Madame de Montefpan fur les desseins inventez par le Berin , & peints en grand par Vernanfal; les ornemens de sculpture faits par Vassé , les cizslures en bronze, distribuées dans les différens compartimens, & fur la cheminée , sont d'une exécution qui fait connoître qu'on n'y a épargné ni le tems ni la dépense: ces ouvrages variez si à propos avec les glaces les mieux choisies, forment un aspect dont la vue ne peut se rassâsier. Ce cabinet ou sallon communique d'un côté à la chambre ordinaire de M. le Comte de Toulouse , & de l'autre côté directement opposé» à la galerie qui règne fur le jardin. Cette galerie n'est pas moins magnifique : elle est ornée des tableaux des plus grands Maîtres, que le Prince a pris foin de rassembler.  Quoiqu'on puisse dire de la chambre du Comte de Toulouse , on ne sçauroit exagérer le bon goût qui y régne : C'est à peu près la nicme maniéré que celle du fallon dont on vient de parler. L'alcove est très-bien prise; le lit qu'elle renferme est un ouvrage en tableaux de tapisseries à petit points , comparus par une broderie d'or convenable à la délicatesse des figures: la cheminée d'un goût nouveau , comme celle du fallon & le reste des meubles, font d'une magnificence achevée; les dessus de portes font quatre tableaux du Baffàn.  Après cette chambre , il ne reste à voir que deux cabinets contigus, ornez de glaces, à peu près de la même façon. »

### La Galerie dorée

Vues de la Galerie dorée
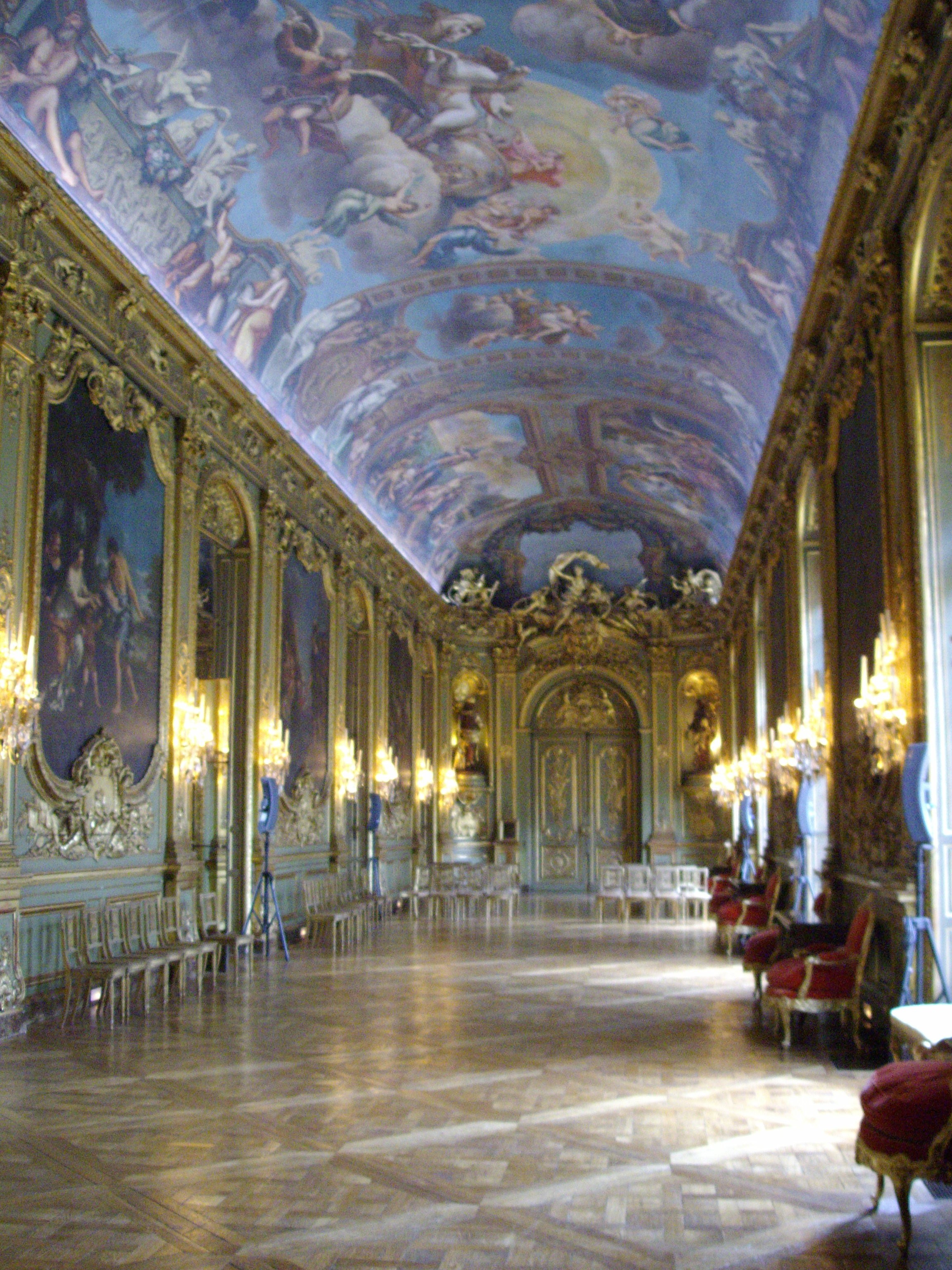
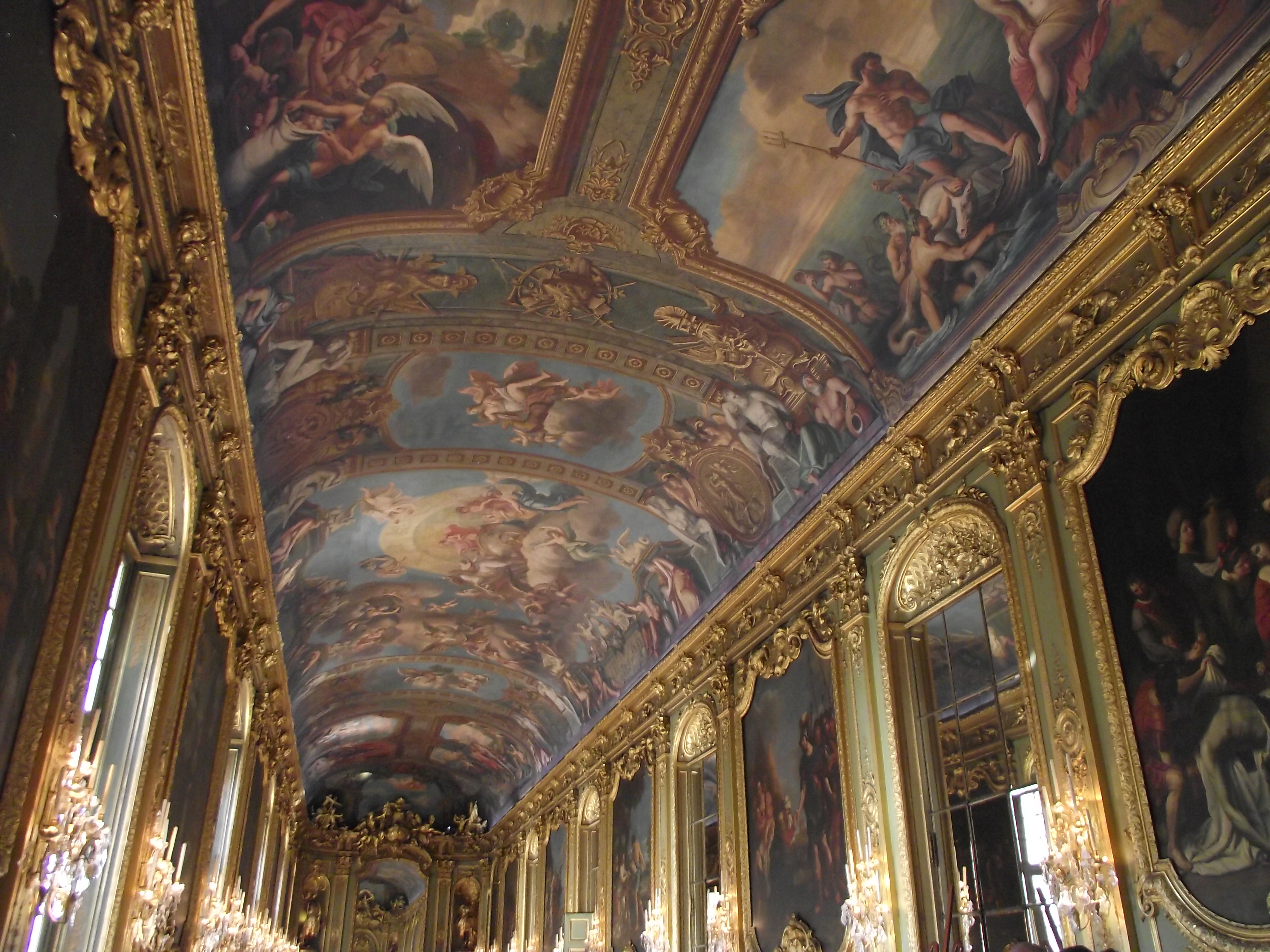

## Anecdotes
La princesse de Lamballe, célèbre intime de la reine Marie-Antoinette, célèbre son mariage dans la Galerie dorée.
Le poète Florian (1755-1794) y loue un vaste appartement. Pendant la Révolution ce dernier ne peut plus y accéder. Il est obligé de louer un petit appartement au 13, rue des Bons-Enfants.

## L'hôtel dans les arts
Plusieurs tournages ont eu lieu dans la Galerie dorée : 
- 1991 : Tous les matins du monde, d’Alain Corneau
- 2000 : Vatel de Roland Joffé
- 2006 : Marie-Antoinette de Sofia Coppola

## Protection
L’hôtel, dégradé et trop souvent remanié ne possède pas de protection dans son ensemble. Seules les boiseries de la Galerie dorée sont inscrites aux monuments historiques par arrêté du 22 février 1926.